# استنلی پریسینر
استنلی بن پریسینر (به انگلیسی: Stanley Ben Prusiner) (زاده ۲۸ می ۱۹۴۲) متخصص مغز و اعصاب و زیست‌شیمیدانآمریکایی مدیر در حال حاضر مؤسسه بازسازی سلول‌های عصبی در دانشگاه کالیفرنیا، سان فرانسیسکو (UCSF) است. او کاشف پریون (یکی از پروتئین‌هایی است که به‌طور عادی در سلول‌های عصبی وجود دارند ولی جهش در این پروتئین می‌تواند باعث تغییر ساختار اش شده بطوری‌که پروتئین جهش یافته می‌تواند مجتمع شده و پلاک‌های پروتئینی را در سلول‌های عصبی ایجاد کند) او در سال ۱۹۹۴ جایزه آلبرت لسکر برای تحقیقات پایه پزشکی و در سال ۱۹۹۷، جایزه نوبل فیزیولوژی و پزشکی را برای تحقیق اش راجع به پریون دریافت کرد.

## زندگی‌نامه
پریسینر در دی موین، آیووا به دنیا آمد و کودکی خود را در زادگاهش و «دبیرستان والنت هیلز» سینسینتی گذراند. او مدرک لیسانس شیمی خود را از دانشگاه پنسیلوانیا دریافت کرد و سپس دکترای پزشکی خود را از پرلمن دانشکده پزشکی در دانشگاه پنسیلوانیا دریافت نمود.
پریسینر دورهٔ کارآموزی پزشکی خود را در دانشگاه کالیفرنیا، سانفرانسیسکو انجام داد و از آنجا به مؤسسات ملی بهداشت ایالات متحده آمریکا راه یافت و در «آزمایشگاه ارل اشتاتمن» بر روی گلوتامین‌های اشریشیا کلی مطالعه کرد.
بعد از سه سال در مؤسسه ملی بهداشت، پریسینر به دانشگاه بازگشت تا دوره دستیاری را در زمینه مغز و اعصاب تکمیل کند. به محض تکمیل دوره دستیاری در سال ۱۹۷۴ پریسینر به عضویت هیئت علمی دپارتمان عصب‌شناسی یوسی اس اف درآمد. از آن زمان او در دو دانشگاه یوسی اس اف و دانشگاه کالیفرنیا، برکلی با کرسی هیئت علمی فعالیت کرد.

## جایزه نوبل و جوامع دانشگاهی
پریسینر در سال ۱۹۹۷ بخاطر تحقیقاتش در پیدا کردن دلیل و توضیح بیماری جنون گاوی و معادل آن در انسان «بیماری کروتزفلد جاکوببرنده» برنده جایزه نوبل فیزیولوژی و پزشکی شد. او در این کار، اصطلاح پریون را ابداع کرد که از کلمات پروتئین و عفونت گرفته شده‌است. بازمی‌گردد به توضیح نوعی عفونت مربوط به پروتئین که قبلاً توضیحی برای آن وجود نداشت.
پریسینر در سال ۱۹۹۲ به عضویت آکادمی ملی علوم درآمد و در سال ۲۰۰۷ به عنوان یکی از اعضای شورای اداره‌کننده این آکادمی شد. او همچنین عضوی از فرهنگستان هنر و دانش آمریکا (۱۹۹۳)، انجمن سلطنتی (۱۹۹۶)، مجمع فیلسوفان آمریکا(۱۹۹۸)، آکادمی علوم و هنر صربستان (۲۰۰۳) و مؤسسه پزشکی انتخاب شد.

## جوایز
- جایزه پتامکین: برای تحقیق در مورد بیماری آلزایمر از آکادمی آمریکایی علوم مغز و اعصاب (۱۹۹۱)
- جایزه ریچارد لانسبری: برای پژوهش‌های فوق‌العاده علمی در زیست‌شناسی و پزشکی را از آکادمی ملی علوم (۱۹۹۳)
- جایزه بین‌المللی بنیاذ گردنر (۱۹۹۳)
- جایزه لسکر تحقیقات پایه پزشکی (۱۹۹۴)
- جایزه پل ارلیک و لودویگ دارمشتتر از جمهوری فدرال آلمان (۱۹۹۵)
- جایزه ولف در پزشکی از بنیاد ولف / وزارت امور خارجه اسرائیل (۱۹۹۶)
- جایزه بین‌المللی علوم پزشکی و خدمات بهداشتی کیو (۱۹۹۶)
- جایزه لوییزا گروس هرویتز از دانشگاه کلمبیا (۱۹۹۷)
- مدال فرانکلین (۱۹۹۸)
- مدال ملی علوم (۲۰۱۰)[۳]